# Viadukt Combe Maran
Der Viadukt Combe Maran (französisch: Viaduc de Combe Maran) ist eine eingleisige Eisenbahnbrücke bei dem Ort Saint-Ursanne im Schweizer Kanton Jura auf der Bahnstrecke Delémont–Delle. Die massive Bogenbrücke wurde im Jahr 1930 fertiggestellt. Sie ist der Ersatz für eine ältere Gitterträgerbrücke aus dem Jahre 1875.

## Geschichte

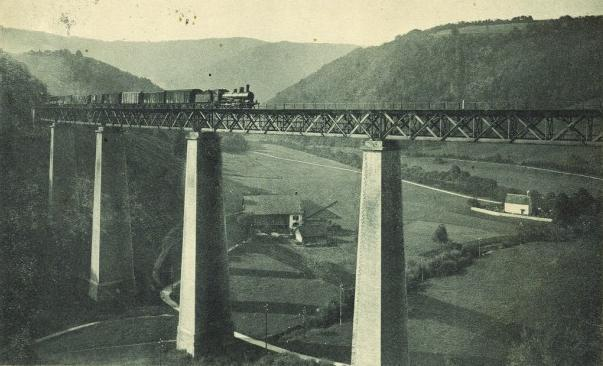
Frühere Gitterträgerbrücke

Die Eisenbahnverbindung von Porrentruy im Westen der Schweiz nach der französischen Gemeinde Delle wurde bereits 1872 eröffnet, damit war die Grenzregion mit dem französischen Eisenbahnnetz verbunden, allerdings noch nicht mit dem Rest der Schweiz. Durch den Deutsch-Französischen Krieg von 1870 bis 1871 verlor Frankreich das Elsass, und als Folge war eine Eisenbahnverbindung zwischen Basel und Frankreich nur über deutsches Territorium möglich. Um u. a. eine direkte Verbindung ohne den Umweg über Deutschland herzustellen, wurde von 1874 bis 1877 die Eisenbahnstrecke von Delémont nach Porrentruy gebaut. Aufgrund des gebirgigen Geländes war die Trassenführung sehr anspruchsvoll und erforderte mehrere Tunnel und Brücken. Das grösste Brückenbauwerk ist der Viadukt Combe Maran bei Saint-Ursanne. Es bestand zunächst aus einer Gitterträgerkonstruktion mit fünf Pfeilern und überspannte den Talboden in rund 50 Metern Höhe. Gebaut wurde die Brücke von den Gebrüdern Decker aus Cannstatt in Württemberg. Die Konstruktion erwies sich im Laufe der Zeit angesichts zunehmender Belastungen als zu schwach. Im Zusammenhang mit der Elektrifizierung der Strecke wurde sie zwischen 1929 und 1930 zu einer Bogenbrücke mit zusätzlichen Betonstützen umgebaut und mit Bögen aus Beton versehen. 2001 wurde die Brücke durch eine Betonkappe verstärkt und zugleich verbreitert.

## Beschreibung
Die Brücke besteht aus 12 Bögen mit einer oben liegenden Fahrbahn. Sie verläuft in einer Kurve mit einem Radius von 400 m. Im westlichen Anschluss an die Brücke liegt bei Kilometer 101,6 der Bahnhof von Saint-Ursanne. Die 11 Pfeiler bestehen aus Stein und Beton, wobei die alten Pfeiler der Gitterträgerbrücke weiterhin genutzt werden und beim Neubau 1930 durch dazwischen liegende Pfeiler ergänzt wurden. Die Spannweite eines Bogens beträgt 16 m, die Vorgängerbrücke hatte Spannweiten von jeweils 40 m. Die über die Brücke verlaufende Bahnstrecke Delémont–Delle wird von der SBB betrieben.
Die Brücke ist in der Gemeinde Clos du Doubs als schützenswertes Kulturgut der Kategorie B gelistet.